# メイスルズ兄弟
メイスルズ兄弟（Albert and David Maysles）は、ドキュメンタリー映画の兄弟作家チームで、『セールスマン Salesman』、『ローリング・ストーンズ・イン・ギミー・シェルター Gimme Shelter』、『グレイ・ガーデンズ Grey Gardens』で知られる。1964年のザ・ビートルズについての映画はDVD『The Beatles: The First U.S. Visit』のバックボーンとなっている。
- デイヴィッド・メイスルズ（David Maysles、1931年1月10日 ボストン - 1987年1月3日 ニューヨーク）は、同兄弟の弟である。

- アルバート・メイスルズ（Albert Maysles、1926年11月26日 ボストン - 2015年3月5日 ニューヨーク）は、同兄弟の兄であり、弟の死後、ひとりで映画製作を続けていた。

## 来歴・人物
1960年、ダイレクト・シネマの最初の映画とされるロバート・デュー監督の『プライマリー』に、アルバートが撮影監督として参加した。また『モンタレー・ポップ フェスティバル'67』（監督D・A・ペネベイカー、1967年）、『モハメド・アリ かけがえのない日々』（監督レオン・ギャスト、主演モハメド・アリ、1996年）にも撮影技師のひとりとして参加している。1987年に弟・デイヴィッドが先立って死去。
ジャン＝リュック・ゴダールがかつて、アルバートのことを「アメリカで最高のカメラマン」と呼んだ。2005年、チェコのオロモウツでの映画祭で生涯功労賞を受賞した。同年、恵まれない個人作家にトレーニングと現場での見習いの機会を供給する非営利団体メイスルズ学院を設立した。
アルバートは35年間、ダコタ・ハウスに住んでいたが2005年に売却し、ハーレムにいくつか家を買い、そのひとつに妻と暮らしていた。
2015年3月5日、アルバートは癌のため死去した。
二人の監督作品「グレイ・ガーデンズ」をもとに、2009年、テレビドラマグレイ・ガーデンズ 追憶の館が放送された。

## フィルモグラフィ
- Anastasia　1962年
- Showman　1963年
- Orson Welles In Spain　1963年　主演オーソン・ウェルズ
- What's Happening! The Beatles in America　1964年　主演ザ・ビートルズ
- IBM: A Self-Portrait　1964年
- Meet Marlon Brando　1965年　主演マーロン・ブランド
- Cut Piece　1965年　主演オノ・ヨーコ
- With Love from Truman　1966年　共同監督シャーロット・ツワーリン（英語版）
- セールスマン Salesman　1968年　共同監督シャーロット・ツワーリン
- Journey to Jerusalem　1968年
- ローリング・ストーンズ・イン・ギミー・シェルター Gimme Shelter　1970年　共同監督シャーロット・ツワーリン、主演ローリング・ストーンズ
- Christo's Valley Curtain　1974年　共同監督エレン・ホヴデ　主演クリスト
- グレイ・ガーデンズ Grey Gardens　1976年　共同監督エレン・ホヴデ、マフィ・メイヤー、スーザン・フロムケ
- The Burks of Georgia　1976年　共同監督エレン・ホヴデ、マフィ・メイヤー
- Running Fence　1978年　共同監督シャーロット・ツワーリン
- アリ vs ホームズ Muhammad and Larry　1980年
- Vladimir Horowitz: The Last Romantic　1985年　共同監督スーザン・フロムケ、デボラ・ディクソン、パット・ジャフィ　主演ウラジミール・ホロヴィッツ
- Ozawa　1985年　共同監督スーザン・フロムケ、デボラ・ディクソン、主演小沢征爾
- Islands　1986年　共同監督シャーロット・ツワーリン
- パリのクリスト Christo in Paris　1990年　共同監督デボラ・ディクソン、スーザン・フロムケ、主演クリスト

### アルバートのみ
- Psychiatry in Russia　1955年
- Horowitz Plays Mozart　1987年　共同監督スーザン・フロムケ、シャーロット・ツワーリン、主演ウラジミール・ホロヴィッツ
- Jessye Norman Sings Carmen　1989年　共同監督スーザン・フロムケ、主演ジェシー・ノーマン
- They Met in Japan　1989年　共同監督スーザン・フロムケ
- Soldiers of Music: Rostropovich Returns to Russia　1991年　共同監督スーザン・フロムケ、ピーター・ゲルブ、ロバート・アイゼンハート、主演ムスティスラフ・ロストロポーヴィチ
- Abortion: Desperate Choices　1992年　共同監督スーザン・フロムケ、デボラ・ディクソン
- Baroque Duet　1992年　共同監督スーザン・フロムケ、ピーター・ゲルブ、パット・ジャフィ
- Accent on the Offbeat　1994年　共同監督スーザン・フロムケ、デボラ・ディクソン
- アンブレラズ UMBRELLAS 1994年 共同監督ヘンリー・コーラ、グラハム・ワインブレン
- Letting Go: A Hospice Journey　1996年　共同監督スーザン・フロムケ、デボラ・ディクソン
- Concert of Wills: Making the Getty Center　1997年　共同監督スーザン・フロムケ、ロバート・アイゼンハート
- Lalee's Kin: The Legacy of Cotton　2000年　共同監督スーザン・フロムケ、デボラ・ディクソン
- The Gates　2007年　共同監督アントニオ・フェレーラ
- ポールマッカートニー／THE LOVE WE MAKE 〜9.11から コンサートフォーニューヨークシティへの軌跡 THE LOVE WE MAKE 2011年 共同監督　ブラッドリー・カプラン
- アイリス・アプフェル！94歳のニューヨーカー Iris 2014年

## 関連事項
- ザ・ビートルズ・アンソロジー
- シャーロット・ツワーリン（英語版）
- グレイ・ガーデンズ 追憶の館
- グレイ・ガーデンズ (ミュージカル)

## 参考書籍
- Dave Saunders著、Direct Cinema: Observational Documentary and the Politics of the Sixties、London、Wallflower Press刊 2007年 ISBN 1905674155

## 註
1. ↑  “New York State Writers Institute - Albert Maysles”.   University at Albany (1999年3月24日). 1999年11月9日時点のオリジナルよりアーカイブ。2025年4月15日閲覧。
2. ↑  “A Life in Pictures: Albert Maysles” (英語). New York Times. (2009年7月30日)
3. ↑  「Ａ・メイスルズ監督が死去、米ドキュメンタリー映画の巨匠」『ロイター』ロイター、2015年3月9日。オリジナルの2016年4月6日時点におけるアーカイブ。